# باگوآژانگ
باگوآژانگ (به چینی: 八卦掌) (با تلفظ Bāguàzhǎng) یکی از سه هنر رزمی چینی اصلی سیستم وودانگ است (دو سیستم دیگر عبارتند از: تای چی چوان و شینگ‌یی‌چوان). این هنر از هنرهای رزمی درونی (یا نیجیا) است. باگوآ ژانگ در لغت به معنی کف دست هشت سه‌خطی است که سه‌خطی اشاره‌ای است به سه‌خطی‌های موجود در کتاب ئی چینگ که یکی از کتاب‌های مقدس آیین تائوئیسم است.

## تاریخچه
تبدیل آن به یک هنر رزمی شناخته شده (و رسمی) را به دونگ هایچوان (董海川) نسبت می‌دهند که گفته می‌شود این هنر را از تائوییست‌ها و استادان بودایی کوه‌های مناطق روستایی در چین در اوایل قرن نوزدهم فرا گرفت. شواهدی در دست است که نشان می‌دهد در منطقه‌ای که او می‌زیسته ترکیبی از هنرهای رزمی با راه رفتن چرخشی تائوییست‌ها آموزش داده می‌شده است. به دلیل اینکه در قصر خدمتکار بود، امپراتور از دیدن جابجایی‌های برازنده و مهارت رزمی او تحت تاثیر قرار گرفته و او را آموزش دهنده نگهبانان قصر کردند. دون هایچوان سال‌ها در پکن آموزش داد تا اینکه سرانجام پشتیبانی بارگاه امپراتوری را بدست آورد.
از شاگردان دونگ که پس از او از استادان باگوآژانگ شدند می‌توان یین فو (尹福)، چنگ تینگهوا (程廷華)، سونگ چانگ‌رونگ (宋長榮)، لیو فنگ‌چون (劉鳳春)، ما ویکی (馬維棋)، لیو بوآژن (劉寶珍)، لیانگ ژنگ‌پو (梁振蒲) و لیو دکوآن (劉德寛) را نام برد. اگرچه همه آنها شاگرد یک استاد بودند اما روش آموزش و نیز حالات دست‌هایشان با هم فرق می‌کرد. سبک‌های چنگ و لیو با فشار کف دست‌ها شناخته می‌شوند، سبک یین با پیوسته بودن کف دست‌ها، سبک سونگ با گل آلو (梅花 می هوآ) و سبک ما با حالتی از دست‌ها به نام چکش‌ها شناخته می‌شود. امروزه بیشتر تمرین‌کنندگان باگوا، از سبک‌های یین (尹)، چنگ (程) یا لیانگ (梁) بهره می‌برند اگرچه پیروان سبک‌های فان (樊)، شی (史)، لیو (劉)، فو (傅) و برخی سبک‌های دیگر هنوز هم وجود دارند. (معمولاً سبک لیو را به تنهایی تمرین نمی‌کنند بلکه به عنوان مکمل دیگر سبک‌ها بکار برده می‌شود.) همچنین زیرسبک‌های دیگری نیز وجود دارند؛ به عنوان مثال سبک‌های سون (孫)، گائو (高) و جیانگ (姜) از زیرشاخه‌های سبک چنگ هستند.
برخی از شاگردان دونگ هایچوان، همچون چنگ تینگهوا در نبرد تاریخی قیام بوکسورها شرکت کرده‌اند.

## سبک‌های امروزین
- سبک یین: ین فو (尹福)
- سبک چنگ: چنگ تینگهوا (程廷華)
- سبک لیانگ: لیانگ ژنپو (梁振蒲)
- سبک گائو: گائو یی‌شنگ (高義盛)
- سبک جیانگ: جیانگ رونگ کیائو (姜容樵)
- سبک شی: شی جیدونگ (史计栋)

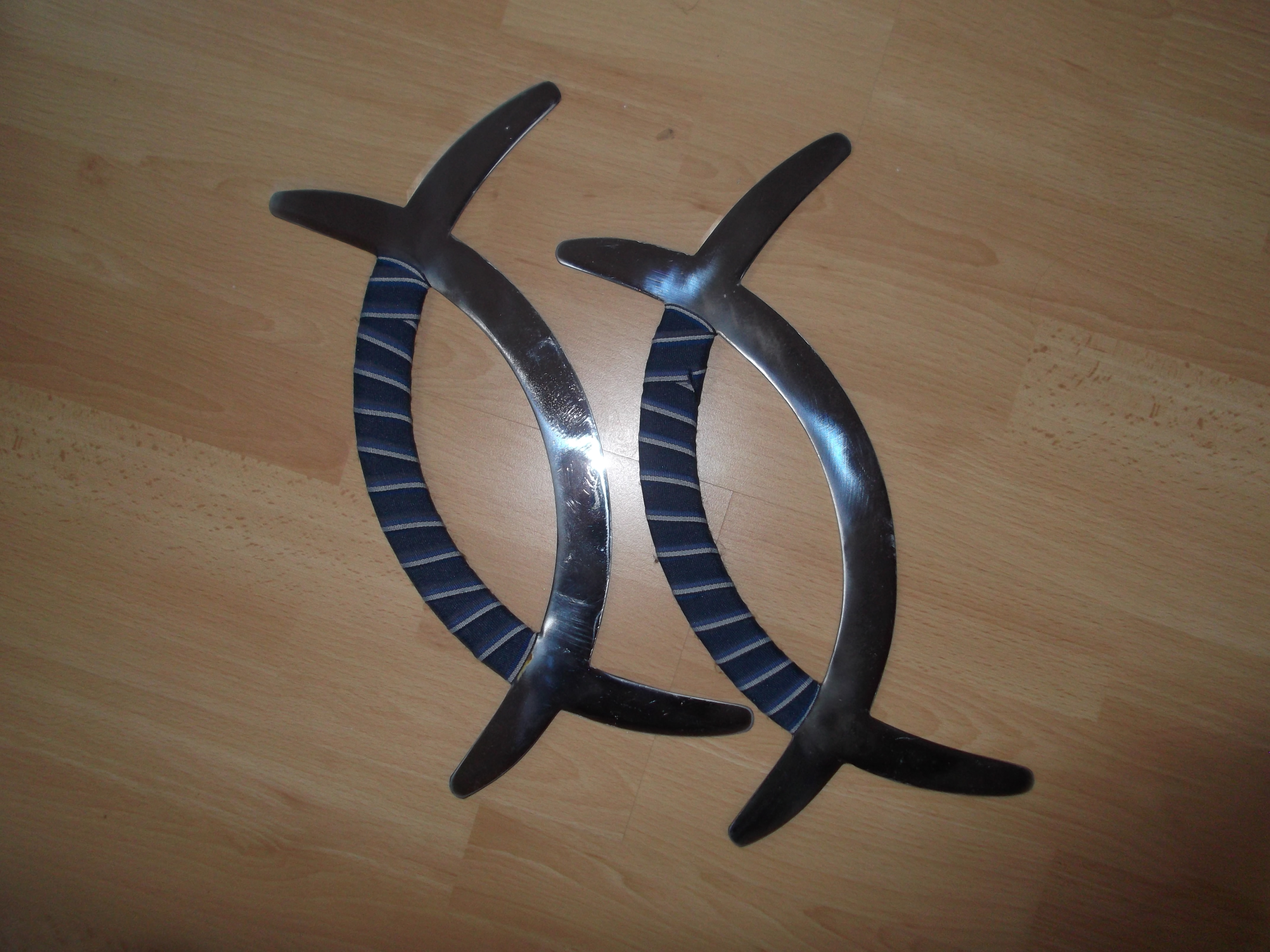
یک جفت چاقوی شاخ گوزن که با نام چاقوهای هلال ماه نیز شناخته می‌شوند. این چاقو از جنگ‌افزارهایی است که در باگوآژانگ بسیار بکار گرفته می‌شوند.

- سبک سونگ: سونگ چانگ‌رونگ (宋长荣) و سونگ یونگ‌ژیانگ (宋永祥)
- سبک خانواده فان: فان ژیونگ (范志勇)
- سبک لیو: لیو بائوژن (劉寶珍)
- سبک ما ما ویکی (馬維棋)
- سبک ما گویی: ما گویی (马贵)
- سبک گونگ بائوتیان: گونگ بائوتیان (宮寶田)
- سبک سون: سون لوتانگ (孫祿堂)
- سبک فو: فو ژن‌سونگ (傅振嵩)
- سبک یین یانگ (سبک تیان): تیان هویی (田廻)

## جنبه‌های عمومی
تمرین راه رفتن دایره‌ای را روش ویژه ایستادن و تمرین جابجایی باگوآژانگ می‌دانند. تمامی فرم‌های آن راه رفتن دایره‌ای را به عنوان بخشی از تمرینات در خود دارند. هنرآموزان محیط یک دایره را در حالت پایین و رو به داخل می‌پیمایند و به‌طور مرتب جهت خود را در حین اجرای تمرینات تغییر می‌دهند. قطر دایره برای یک تازه‌کار بین شش تا دوازده فوت قطر دارد. هنرآموزان ابتدا انعطاف‌پذیری و ترازبندی درست بدن را در تمرینات اولیه یاد گرفته و سپس به فرم‌های پیچیده‌تر و قدرت درونی می‌پردازند. اگرچه جنبه‌های درونی باگوآژانگ به ژینگی‌چوان و تای چی چوان شبیه است اما در اصل با یکدیگر فرق دارند.

جنگ‌افزارهای مختلفی نیز در این هنر رزمی بکار می‌روند. همچون یک جفت چاقو. همچنین باگوآژانگ را به خاطر تمرین با جنگ‌افزارهای بسیار بزرگ می‌شناسند؛ همچون باگوآ جیان (八卦劍) یا شمشیر باگوآ و باگوآ دائو (八卦刀) یا قداره باگوآ. از جنگ‌افزارهای مرسوم دیگر نیز استفاده می‌شود همچون چوب (گون)، نیزه (کیانگ)، عصا (گوآی)، شمشیر قلاب‌دار (گوو) و شمشیر صاف دولبه (جیان). هنرآموزان باگوآژانگ را به خاطر قابلیت بکارگیری هر چیزی به عنوان جنگ‌افزار می‌شناسند.
همچون بکارگیری جنگ‌افزارهای، این هنر رزمی دارای گستره وسیعی از تکنیک‌های گوناگون مبارزه است همچون ضربه‌های مختلف (با کف دست،مشت، آرنج،انگشتان و غیره)، لگد، قفل‌ها، پرتابی‌ها و جابجایی‌های دایره‌ای. باگوآژانگ را نه هنر رزمی کاملاً شربه‌ای و نه کاملاً گرفتنی می‌توان دانست. هنرآموزان می‌توانند از سر راه حریفان به راحتی دور شده یا به آنها نزدیک شوند. (جریان حرکتی دارند.) این اساس تئوری قادر بودن به مبارزه با چند حریف در آن واحد است. طبیعت حرکات این هنر رزمی به هنرآموز اجازه حرکت پشت سر حریف را می‌دهد تا حریف نتواند به او آسیبی بزند.
اگرچه سبک‌های باگوآژانگ گاهی با هم تفاوت‌های بسیار زیادی دارند (برخی همچون سبک چنگ شامل کشتی از نزدیک و قفل‌های مفصلی‌اند و برخی دیگر همچون سبک‌های یین دارای سرعت و ضربات از راه دوراند) اما در همه آنها می‌توان راه‌رفتن دایره‌ای، روش‌های مارپیچی و برخی تکنیک‌های خاص (کف دست سوراخ‌کننده، دست خردکننده و غیره) را دید.
جابجایی‌های باگوآژانگ از تمام بدن به همراه دست، حرکات پویای پا و پرتاب‌ها استفاده می‌کند. جابجایی‌های سریع آن از انرژی مرکز شکم استفاده می‌کند. قدم زدن دایره‌ای علاوه بر پدید آوردن نیروی مایل به مرکز، به هنرآموز در مانور سریع به دور حریف کمک می‌کند.